# Sascha Madl
Sascha Madl (* 4. Januar 1983 in Nürnberg, Bayern) ist ein deutscher Sportschütze.

## Erfolge
- Mannschaftsweltmeister 1999[1]
- Mannschaftsweltmeister 2003
- Zweiter bei der Armbrust-Weltmeisterschaft 2003 (Junior) mit 391 von 400 Ringen[2]

- 1. Platz Europa Cup Armbrust 10 Meter, 1999[3]
- 2. Platz Europa Cup Armbrust 10 Meter, 2003

- mehrfacher deutscher Meister
- mehrfacher bayrischer Meister

## Auszeichnungen
- Sportler des Jahres, Stadt Zirndorf, 1999 und 2003
- Ehrenplakette in Bronze des BSSB